# Trachinotus blochii
Trachinotus blochii es una especie de peces de la familia Carangidae en el orden de los Perciformes.

## Morfología
• Los machos pueden llegar alcanzar los 110 cm de longitud total.

## Distribución geográfica
Se encuentra desde el Mar Rojo y el África Oriental hasta las Islas Marshall, Samoa, el sur del Japón y Australia.